# Mundial Palace Hotel

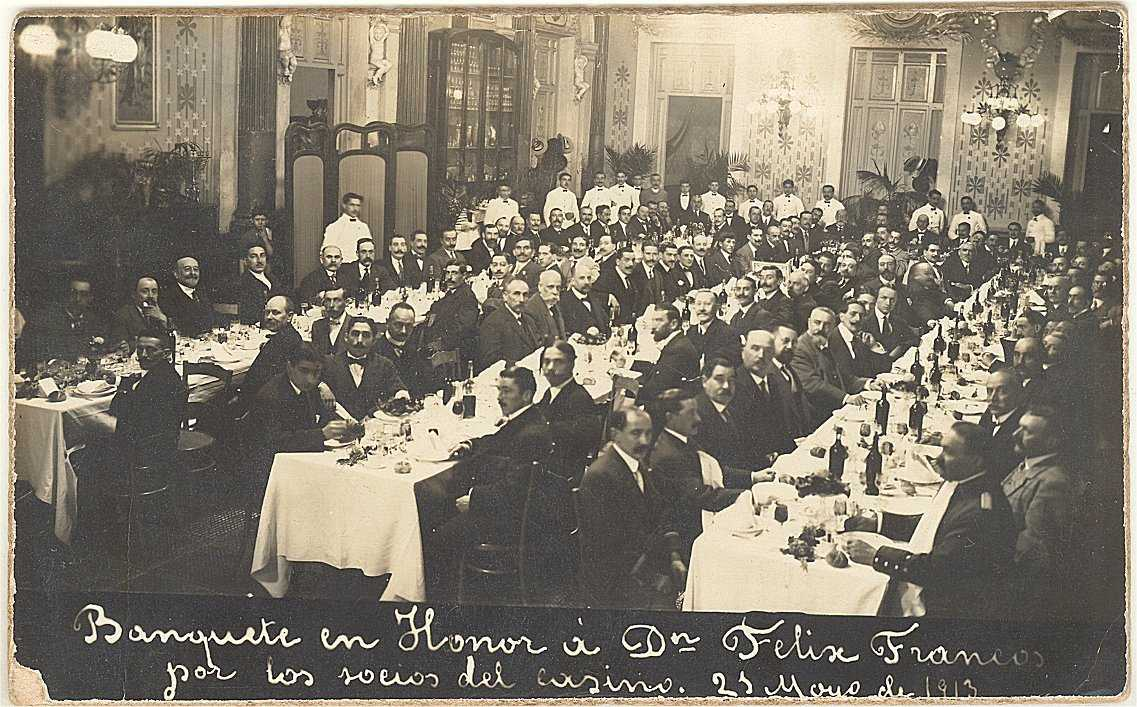
Banchetto in onore di Felix Franco, uno dei primi presidenti del Centro Asturiano di Barcellona, tenutosi il 21 maggio 1913 al Mundial Palace Hotel.

Il Mundial Palace Hotel è un edificio storico del porto di Barcellona in Spagna annoverato tra i Beni culturali.

## Storia
È una costruzione di stile romantico francesizzante a pianta rettangolare con quattro torri agli angoli, coperte da tetti a forti spioventi, che prospetta direttamente sul molo del porto vecchio dove fino a qualche anno fa era ormeggiata la replica della Santa Maria una delle tre famose caravelle di Cristoforo Colombo.
Fu costruito nel 1907 su progetto del 1903 dell'ingegnere e vice direttore delle Opere del porto, Julio Valdés y Humaran, con la funzione di stazione marittima (“Embarcadero de viajeros”) del porto di Barcellona. Sorse sull'area della antica darsena gestita dalla compagnia Bofill y Martorell.
Al piano terreno ospitava tutta una serie di servizi
per i passeggeri in transito che ne facevano una struttura d'avanguardia dove i viaggiatori potevano trovare tutto ciò di cui abbisognavano.
Al primo piano si trovava un immenso salone con volta a botte illuminato dall'alto da grandi vetrate e riccamente arredato in stile Liberty che ospitava un ristorante, chiamato "Mundial Palace", della capienza di più di 500 persone adatto per sontuosi e affollati banchetti di circoli politici, culturali, sportivi o di categoria e anche di matrimoni.
Una orchestra allietava tutti i giorni i banchetti. Al sabato il menù era solo vegetariano. Il costo di un pasto nel 1908 era di 3,50 pesetas.
Il banchetto di inaugurazione si tenne la sera del primo febbraio 1908
Nello stesso anno 1908 ebbe luogo un sontuoso banchetto in onore del re Alfonso XIII evento che consacrò il Mundial Palace come ristorante di prima categoria. Per anni fu il luogo di ritrovo preferito della ricca borghesia catalana di inizio secolo.
Il 29 marzo 1908 si tenne un banchetto nel ristorante Mundial Palace per celebrare la fondazione della Lega Vegetariana della Catalogna a cui parteciparono circa duecentocinquanta associati fra negozianti, fabbricanti, banchieri, manager, industriali e commercianti. Al posto d'onore sedeva il presidente fondatore e direttore della Rivista Vegetariana il Dr. Josep Falp i Plana. Gli altri membri d'onore del comitato organizzatore erano i signori Perelló i Ortega, il Dr. Román Pallejà, segretario generale della società, il sig. Puig i Galcerán, il sig. Martí Dalmau, e il Dr. Ricard Botey
Nel 1914 il ristorante ospitò il banchetto in onore del leader politico conservatore Antonio Maura a cui poterono partecipare "solo 520" commensali utilizzando delle salette contigue al grande salone centrale.
Dal 1918 l'edificio ospitò la sede della Junta de Obras del Puerto poi divenuta Port Autònom (PAU) e attualmente Autoritat Portuaria che anni fa trasferì i suoi uffici presso il nuovo World Trade Center.
Durante quegli anni l'edificio subì delle modifiche che ne alterarono in parte l'aspetto originale.
Il trasferimento della PAU ha consentito il recupero e il riutilizzo dello storico edificio, catalogato fra i beni ambientali, nell'ambito del più ampio progetto del Port Center che ne prevede la conversione, in un polo multifunzionale e museale di divulgazione della storia del porto stesso. Al piano terreno troveranno posto gli uffici dello stesso Port Center mentre al primo piano troverà spazio una sala congressi sotto la volta a botte riportata al suo splendore originale.